# Episodi di Hotel Transylvania - La serie (seconda stagione)
La seconda e ultima stagione della serie animata Hotel Transylvania - La serie è stata trasmessa sul canale statunitense Disney Channel dall'8 ottobre 2019. In Italia è andata in onda dal 18 maggio 2020 su K2.
| nº | Titolo originale                         | Titolo italiano                      | Prima TV USA    | Prima TV Italia  |
| -- | ---------------------------------------- | ------------------------------------ | --------------- | ---------------- |
| 1  | Welcome to Human Park                    | Benvenuti allo Human Park            | 8 ottobre 2019  | 29 ottobre 2020  |
| 1  | Must Scream TV                           | Prigioniera della TV                 | 8 ottobre 2019  | 29 ottobre 2020  |
| 2  | Married to the Blob                      | Il matrimonio del signor Blob        | 9 ottobre 2019  | 18 maggio 2020   |
| 3  | Portrait of Mavis as a Young Vampire     | Ritratto della vampira da giovane    | 10 ottobre 2019 | 18 maggio 2020   |
| 3  | Goo Crush                                | Una cotta gelatinosa                 | 10 ottobre 2019 | 18 maggio 2020   |
| 4  | Freakerheads                             | Testedimostro                        | 11 ottobre 2019 | 18 maggio 2020   |
| 4  | For Whom the Smell Tolls                 | Per chi suona la puzza               | 11 ottobre 2019 | 18 maggio 2020   |
| 5  | Cries and Dolls                          | Incubi dal passato                   | 15 ottobre 2019 | 25 maggio 2020   |
| 5  | Hypnosferatsu                            | Vampnosi                             | 15 ottobre 2019 | 25 maggio 2020   |
| 6  | Best Friends Furever                     | Amiche per l'eternità                | 16 ottobre 2019 | 25 maggio 2020   |
| 6  | Fantasy Vamp                             | La sconfitta del campione            | 16 ottobre 2019 | 25 maggio 2020   |
| 7  | Stepmonsters                             | Mostrigni                            | 17 ottobre 2019 | 25 maggio 2020   |
| 7  | Better Know Your Mavis                   | Chi sa tutto su Mavis?               | 17 ottobre 2019 | 25 maggio 2020   |
| 8  | The Northern Frights                     | Gli spettri boreali                  | 18 ottobre 2019 | 1º giugno 2020   |
| 8  | Don't Fear the Realtor                   | Chi ha paura dell'agente immobiliare | 18 ottobre 2019 | 1º giugno 2020   |
| 9  | Holy Babies                              | Per tutti i bebè                     | 21 ottobre 2019 | 1º giugno 2020   |
| 9  | Aunt Lydia's New Clothes                 | Il nuovo poncho di zia Lidia         | 21 ottobre 2019 | 1º giugno 2020   |
| 10 | I Only Have Eyes for Goo                 | Gli occhiali di Wendy                | 22 ottobre 2019 | 8 giugno 2020    |
| 10 | Talk Blobbish to Me                      | Parlami in blobbese                  | 22 ottobre 2019 | 8 giugno 2020    |
| 11 | Wand Ambition                            | La bacchetta perduta                 | 23 ottobre 2019 | 26 ottobre 2020  |
| 11 | Lost in Transylvation                    | Il vampizionario                     | 23 ottobre 2019 | 26 ottobre 2020  |
| 12 | The Song Remains Asleep                  | La canzone del sonnambulo            | 24 ottobre 2019 | 27 ottobre 2020  |
| 12 | Baby Got Hunchback                       | Gobbe di famiglia                    | 24 ottobre 2019 | 27 ottobre 2020  |
| 13 | Afterlifestyles of the Rich and Mavis    | Mavis e il relax mente... e corpo    | 25 ottobre 2019 | 28 ottobre 2020  |
| 13 | The Mavysitters Club                     | Il club delle Mavysitter             | 25 ottobre 2019 | 28 ottobre 2020  |
| 14 | A Year Without Creepmas                  | Un anno senza l’infernatale          | 7 dicembre 2019 | 25 dicembre 2020 |
| 15 | Casualties of Wart                       | Verruca da strega                    | 3 ottobre 2020  | 30 ottobre 2020  |
| 15 | When the Afterlife Gives You Phlegmonade | La muconata della discordia          | 3 ottobre 2020  | 30 ottobre 2020  |
| 16 | Undead Red                               | Rosso malosso                        | 4 ottobre 2020  | 31 ottobre 2020  |
| 16 | Klaus of the Rising Sun                  | Klaus l'eroe vampiro                 | 4 ottobre 2020  | 31 ottobre 2020  |
| 17 | Say Princess to the Dress                | Abito da principessa cercasi         | 10 ottobre 2020 | 1º gennaio 2021  |
| 17 | The Naming of the Shrew                  | Il nome della megera                 | 10 ottobre 2020 | 1º gennaio 2021  |
| 18 | Death Becomes Him                        | La morte ti fa bello                 | 11 ottobre 2020 | 1º gennaio 2021  |
| 18 | Purse of the Mummy                       | La borsetta maledetta                | 11 ottobre 2020 | 1º gennaio 2021  |
| 19 | Cape Boss                                | La boss dei mantelli                 | 17 ottobre 2020 | 8 gennaio 2021   |
| 19 | Diner of the Dead                        | La mensa dei morti viventi           | 17 ottobre 2020 | 8 gennaio 2021   |
| 20 | Six Feet Undercover Boss                 | Boss in incognito                    | 18 ottobre 2020 | 8 gennaio 2021   |
| 20 | Ghost Effect                             | Effetto fantasma                     | 18 ottobre 2020 | 8 gennaio 2021   |
| 21 | World Wide Wendy                         | L'assistente digitale                | 24 ottobre 2020 | 15 gennaio 2021  |
| 21 | Stuck in the Middle With Goo             | Le api e i blob                      | 24 ottobre 2020 | 15 gennaio 2021  |
| 22 | The Shawhank Redemption                  | Le ali della prigionia               | 25 ottobre 2020 | 15 gennaio 2021  |
| 22 | Friendship Is Tragic                     | L'amicizia è tragica                 | 25 ottobre 2020 | 15 gennaio 2021  |
| 23 | Cursery Rhymes                           | Filastrocche maledette               | 26 ottobre 2020 | 22 gennaio 2021  |
| 23 | I Did It All for the Cookie              | I biscotti della sfortuna            | 26 ottobre 2020 | 22 gennaio 2021  |
| 24 | Fangs for the Memories                   | Pallidi ricordi                      | 27 ottobre 2020 | 22 gennaio 2021  |
| 24 | Sleepers Creepers                        | Il canto del Chupacabra              | 27 ottobre 2020 | 22 gennaio 2021  |
| 25 | Polterguest                              | Ospiti spettrali                     | 28 ottobre 2020 | 29 gennaio 2021  |
| 25 | Hair Raiser                              | Un diavolo per capello               | 28 ottobre 2020 | 29 gennaio 2021  |
| 26 | What Lycidias Beneath                    | Le verità nascoste di Lycidias       | 29 ottobre 2020 | 29 gennaio 2021  |